# Chamaecrista mindanaensis
Chamaecrista mindanaensis là một loài thực vật có hoa trong họ Đậu. Loài này được (Merr.) K.Larsen miêu tả khoa học đầu tiên.